# 소말리아의 국장

소말리아의 국장

소말리아의 국장은 1956년 10월 10일에 제정되었다.
국장 가운데에 그려져 있는 하늘색 방패 안에는 하얀색 별이 그려져 있다. 방패 위쪽에는 왕관이 올려져 있으며 방패 양쪽에는 두 마리의 표범이 그려져 있다. 방패 아래쪽에는 엇갈린 채로 놓인 두 개의 창과 야자나무 가지가 그려져 있으며 리본이 이를 묶고 있다.